# Villalibre de la Jurisdicción
Villalibre de la Jurisdicción es una localidad del municipio de Priaranza del Bierzo situado en la comarca de El Bierzo, en la provincia de León, comunidad autónoma de Castilla y León, en España. 

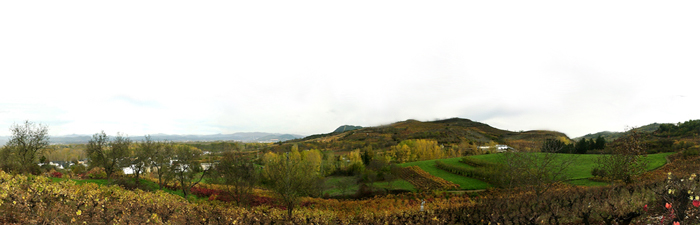
Vista de Villalibre y su monte "libre de la Jurisdicción".

## Situación
Se encuentra en la Carretera CL-536 que parte de Ponferrada.
Las localidades que le rodean son:
- Toral de Merayo al E.
- Rimor al SE.
- Priaranza del Bierzo al SO.
- Dehesas al NO.

## Evolución demográfica
| 2000 | 2001 | 2002 | 2003 | 2004 | 2005 | 2006 | 2007 | 2008 | 2009 | 2010 | 2011 |
| 335  | 328  | 312  | 303  | 295  | 298  | 304  | 299  | 279  | 271  | 269  | 256  |

## Historia
Nombre
No hay mucha documentación en cuanto al origen del nombre. 
Jesús García y García en Pueblo y ríos bercianos. Significado o historia de sus nombres (pág. 211 y 212) argumenta que se deriva del adjetivo latino līber, basándose en la terminología empleada en dos documentos de donaciones en relación con el genitivo posesivo (liber, liberius): Donación de Frogia el año 925 (T.V.M. nº 9): ...«vinea quam habeo in VILLA LIBRI de termino de Daniel et inde in termino de Aratemio...». Donación del año 1192 (Ibide, nº 243): ...«hereditate quam habemus in VILLA LIBRE...». Por otra parte, cita al P. Fita y su referencia al topónimo compostelano «Liberum Donum» del Codex Callixtinus, derivado del vocablo originario celta luwybr o camino que, al latinizarlo, fue confundido con el adjetivo.
José Bello Losada, en Historia del Bierzo y Valdeorras (pág. 58), nos dice que Villalibre de la Jurisdicción, Toral de Merayo y Priaranza del Bierzo tuvieron su origen en época romana al trazarse el camino por el que se traía el oro desde Las Médulas. Este camino cruzaba El Pajariel hasta llegar al Mascarón por un puente romano anterior al actual y atravesaba Ponferrada para ir a unirse con la Vía romana cerca ya de Almázcara.
Constitución
Texto de 1556, del rey Felipe II contestando a la petición de los vecinos de Villalibre:
Los vecinos de Villalibre tienen perfecto derecho a constituirse en lo que legalmente han solicitado. Por lo que yo Felipe II Rey de las Españas digo: Queda constituida la entidad menor local de dicho pueblo, y se llamará en lo sucesivo Villalibre de la Jurisdicción, por haberse fundado este lugar en una finca que perteneció a la Nobleza española.
Primera escuela
1876. Para su construcción se pusieron en venta unas tierras comunes a los vecinos.
El primer maestro fue Nicolás Prieto García, natural de Villanueva de Valdueza.
Luz eléctrica
El 15 de agosto de 1917, llegó la luz eléctrica.
Traída del agua
1918. Se hace llegar el agua desde la Fuente de la Maira.

## Arquitectura

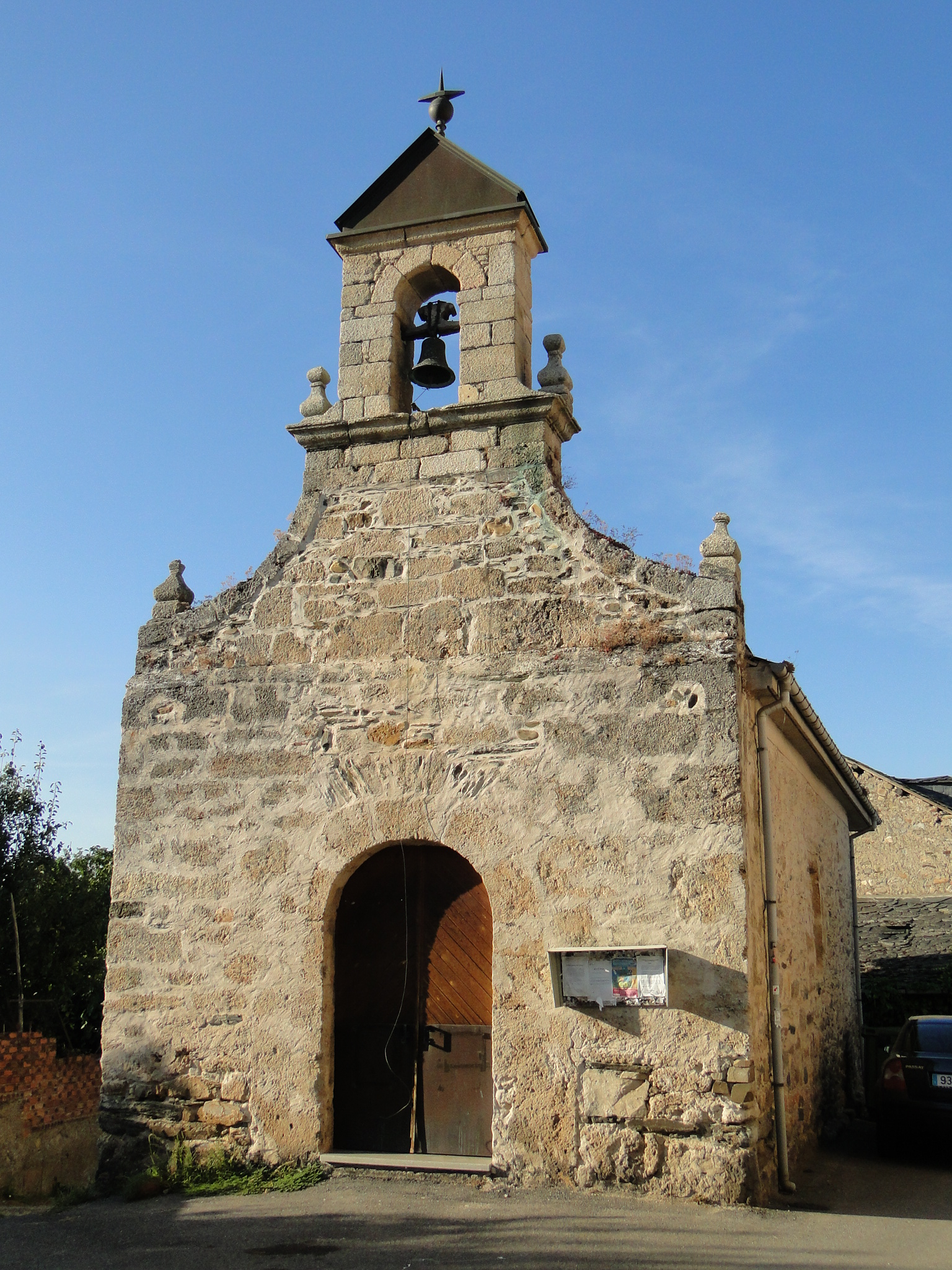
Ermita del Santo Cristo de la Vera Cruz

### Iglesia de San Juan Bautista
Data de 1600 (siglo XVII) y fue construida en el mismo lugar de la antigua, con planta en forma de "T" y espadaña de cuerpo único (hastial, campanario y remate triangular todo en una pieza, manteniendo el modelo medieval; tiene dos ventanas para las campanas y una tercera arriba para el esquilón). Altar mayor barroco.

### Otros centros de interés
- Ermita del Santo Cristo de la Vera Cruz. Actualmente, lugar de reunión de la Junta Vecinal.
- Horno de leña comunal.
- Casa con escudo.
- Tres fuentes: La Cruz, El Cristo y Barrio Falcón.

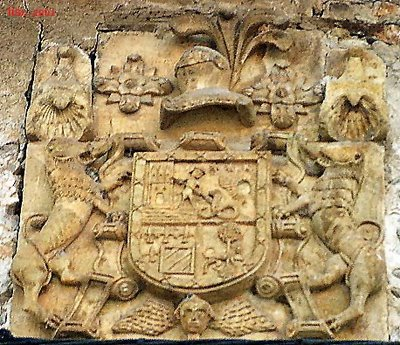
Escudo.

## Fiestas
- 17 de enero. San Antonio Abad.
- 24 de junio. San Juan Bautista.
- 15 y 16 de agosto. Nuestra Señora y San Roque.

## Costumbres
- Filandón. Reunión de los vecinos, después de la cena, en la que se cuentan historias, anécdotas, adivinanzas, cuentos y aventuras vividas.
- Magosto. Reunión en torno a las brasas del fuego en la que se asan castañas (previamente cortadas para que no exploten) en un tambor (un cilindro agujereado con manivela en el extremo para darle vueltas) y, una vez asadas, se toman acompañadas de vino de la zona.

## Gastronomía
Como en el resto de los pueblos de El Bierzo, son típicos los almendrados, la rosca, el pan de hogaza, la empanada berciana, el caldo de berza, el botillo, la androlla y las castañas asadas (magosto).